# Dusona parvicavata
Dusona parvicavata là một loài tò vò trong họ Ichneumonidae.